# Chiesa di Sant'Antonio (Caprino Bergamasco)
La chiesa di Sant'Antonio Abate  è la parrocchiale di Sant'Antonio d'Adda frazione di Caprino Bergamasco in provincia e diocesi di Bergamo, e fa parte del vicariato di Calolzio-Caprino.

## Storia
La chiesa intitolata a sant'Antonio Abate è citata nel 1591 facente parte dell'arcidiocesi di Milano e smembrata da quella di Caprino Bergamasco con decreto dell'arcivescovo Gaspare Visconti del 29 agosto 1591. Risulta diventata parte della diocesi di Bergamo con un passaggio che durò il triennio 1784-1787, passaggio che interessò anche le altre chiese assoggettate alla pieve di Brivio e alla Repubblica di Venezia
Il passaggio fu autorizzato dall'autorità di papa Pio VI con bolla pontificia del 13 novembre 1786, ufficialmente concedeva questo passaggio della chiesa dalla pieve di Milano alla diocesi orobica. A conferma lo stato del clero della diocesi redatto dai vescovi nel 1801 ne conferma la presenza nella diocesi bergamasca.
Fu costruita una nuova chiesa nel XVIII secolo, ritenendo che quella antica era decadente e non era più adatta ad accogliere i fedeli, venne accolto il progetto dell'architetto Simone Cantoni, e edificata tra il 1778 e il 1781. Gli affreschi furono realizzati nel 1797 da Vincenzo Angelo Orelli. Il 1863 vide la consacrazione del nuovo edificio da parte del vescovo Pier Luigi Speranza. Gli ultimi anni dell'Ottocento la chiesa fu oggetto di lavori di restauro e mantenimento in particolare per la zona absidale.
Il vescovo Adriano Bernareggi visitò la località nel 1942 e sigillò nell'altare maggiore le reliquie dei santi Alessandro di Bergamo, Mauro, Antonio abate, e san Sebastiano.
Con decreto del 27 maggio 1979 del vescovo di Bergamo Giulio Oggioni la chiesa fu inserita nel vicariato di Calolzio-Caprino.
Nella seconda metà del novecento furono eseguiti lavori di pavimentazione del sagrato, e la posa del nuovo altare maggiore come da disposizioni del concilio Vaticano II.

## Descrizione

### Esterno
L'edificio con orientamento a sud, è anticipato dal sagrato con pavimentazione in lastre di pietra. La facciata intonacata è divisa in tre settori da lesene che formano degli sfondati rettangolari laterali. Centralmente vi è il porticato l'entrata principale con contorni in pietra inserita in una architettura che si collega con la parte superiore dove è posta centralmente un'ampia finestra rettangolare atta a illuminare l'aula. la facciata termina con il timpano rettangolare spezzato nella parte inferiore.
La torre campanaria posta sul lato sinistro dell'edificio, è divisa in quattro settori e completa del concerto di cinque campane in “re mg” ricollocato dopo la requisizione avvenuta del 1943 durante il secondo conflitto mondiale per divenire materiale bellico, rifuse dalla ditta Ottolina e consacrate il 14 settembre 1954 dal vescovo Giuseppe Piazzi.

### Interno
La navata unica dell'aula a pianta rettangolare, è divisa in tre campate da lesene stuccate a lucido complete di alto basamento e terminanti con capitelli ionici che reggono la trabeazione e il cornicione non percorribile che ricorre su tutta l'aula e il presbiterio.
Gli altari sono posti nella seconda campata dedicato alla Pietà quello a sinistra e all'Immacolata Concezione quello corrispondente a destra. 

La zona presbiteriale a pianta rettangolare è sopraelevata da tre gradini e si presenta con la copertura da volta a botte mentre il coro semicircolare si chiude nel catino absidale.